# Echemella tenuis
Echemella tenuis är en spindelart som beskrevs av Murphy och Anthony Russell-Smith 2007. Echemella tenuis ingår i släktet Echemella och familjen plattbuksspindlar.
Artens utbredningsområde är Etiopien. Inga underarter finns listade i Catalogue of Life.